# Стибієві руди
Стибієві руди (рос. сурьмяные руды, англ. antimony ores, нім. Antimonerze n pl) — природні мінеральні утворення, що містять стибій в таких сполуках і концентраціях, при яких технічно можливо і економічно доцільно їх промислового використання.

## Мінеральний склад
Головний, іноді єдиний, мінерал — антимоніт містить до 71,4 % стибію. Іноді стибієві руди представлені складними сульфідами ртуті, свинцю, заліза (берт'єрит, джемсоніт, тетраедрит, шватцит, лівінгстоніт і інш.), оксидними (сенармонтит, сервантит, стибіконіт і інш.) і оксихлоридними (надорит і інш.) сполуками стибію. У генетичному відношенні основна маса промислових родовищ стибієвих руд належать до гідротермальної групи плутоногенного (переважають комплексні руди), телетермального і вулканогенного класів.

## Класифікація
За вмістом металу стибієві руди поділяються на дуже багаті, або штуфні (20-30 і до 50 %), багаті (6-12 %), рядові (2-6 %), бідні (1-2 %) і убогі (до 1 %). Вміст стибію в пластах 1-10 %, жилах — 3-50 %. За складом стибієві руди поділяються на сульфідні (не менше 70 % всієї маси руди представлена антимонітом), сульфідно-оксидні (30-50 % стибію в оксидній і гідроксидній формі) і оксидні (вміст металу в оксидних сполуках понад 50 %).
Виділяють два типи родовищ антимонітових руд: 1-й тип. Великі пластоподібні тіла суцільних і вкраплених руд серед вапняків та пісковиків куполоподібних структур. Мінімальний вміст Sb = 2-3 %, середній — 5-7 %. 2-й тип. Дрібні та середні кварцові жили з антимонітом зустрічаються в осадових породах геосинклінальних областей.
Окрім зазначених типів руд, стибій входить до складу комплексних ртутно-стибій-флюоритових, стибій-поліметалічних та золото-стибієвих руд.

## Видобуток і переробка
Видобуток стибієвих руд здійснюється загалом підземним, рідше відкритим способами. Глибина відробки — до 1000 м (Ґравеллот, Саншайн). Для родовищ стибієвих руд характерні нерівномірний розподіл зруденіння, складна морфологія рудних тіл, тектонічна порушеність, слабка стійкість вмісних порід. Все це утруднює видобуток і зумовлює значні втрати металу (до 20 %). Дуже багаті руди не вимагають збагачення; з них отримують штуфний (50-55 %) селективний концентрат, що йде безпосередньо в плавку. Інші руди збагачують.

## Виявлені ресурси стибію
Виявлені ресурси стибію оцінені в 35 країнах світу і становлять 7,6 млн т, з яких понад 70 % припадає на п'ять країн: Китай — 42 %, Таджикистан — 10 %, Росію — 8 %, Болівію і Таїланд — по 6 %. Великі виявлені ресурси також є у ПАР, Мексиці, Киргизії і Австралії — 12 % сумарно.
Унікальні родовища (Ґравеллот в ПАР) вміщають понад 100 тис. т металу, великі — 100-30 тис. т, середні — 30-10 тис. т і дрібні — менше 10 тис. т. Серед промислових родовищ стибію виділяють: плутоногенні гідротермальні, вулканогенні гідротермальні і стратиформні.

## Різновиди руд і родовищ
Плутоногенні гідротермальні родовища представлені двома рудними формаціями: кварц-антимонітовою монометалічних стибієвих (іноді із золотом) руд і комплексних руд, що містять Sb, As, Au, Ag, W, Cu, Pb і Zn. Родовища кварц-антимонітової формації відомі в РФ — Якутії (Сарилах) і Красноярському краї (Раздольнинське, Удерейське); Чехії (Пезінок), ПАР (Ґравеллот), Туреччині (Ездемір), Таїланді (Ратбурі), Австралії (Блю-Спік), Болівії (Чилкобійя) і Мексиці (Техокатес). Форма рудних тіл переважно жильна. Системи кулісно розташованих жил простежуються на десятки км за простяганням, на глибину 1000–1200 м, істотно не змінюючи свого мінерального складу. Окремі рудні жили мають в довжину і на глибину за падінням до 300–500 м; потужність їх змінюється від 0,1 до 5-6 м, іноді в роздувах до 20 м, середня 1-2 м. Багаті руди містять від 2-3 до 40 %, в середньому 10 % С. Головний рудний мінерал — антимоніт.
До плутоногенних гідротермальних родовищ формацій комплексних руд належать родовища з рудами: шеєліт-золото-антимонітовими (Восі в Китаї), вольфраміт-антимоніт-кіноварними (Барун-Шивея в Забайкаллі; Сіань в Китаї), антимоніт-арґентит-ґаленіт-сфалеритовими (Саншайн в США) і каситерит-антимонітовими (Сари-Булак в Середній Азії). Форма рудних тіл переважно жильна, але також зустрічаються штокверкові, трубоподібні і лінзові поклади. За простяганням вони простежуються на десятки — перші сотні метрів, за падінням до 250–300 м при потужності від 0,1 до 2-3 м. Головний рудний мінерал — антимоніт; другорядні — бертьєрит, гудмундит, арсенопірит, пірит, ферберит, шеєліт, халькопірит, ґаленіт, сфалерит, стибій самородний, джемсоніт, фалькманіт і буланжерит.
Вулканогенні гідротермальні родовища відомі в Румунії (Бая-Маре, Бая-Сприє), Туреччині (Текгер, Акдашанайя Дере), Алжирі (Хамман Н'Байль, Хаммімат) і США (Йеллоу-Пайн). Рудні тіла представлені жилами, що галузяться, штокверками, трубоподібними тілами, лінзоподібними і складними грибоподібними покладами. Розміри їх невеликі — перші десятки метрів в довжину за простяганням, до 200–250 м за падінням при потужності від 0,1 до 10 м. Руди стибієві і комплексні — арсено-стибієві, стибієво-срібні і стибієво-олов'яні. Головний рудний мінерал — антимоніт, іноді оксихлорид стибію і свинцю (надорит) або прості оксиди — сервантит.
Стратиформні родовища стибієвих руд відомі в Середній Азії (Кадамджай, Джіжікрут, Терек), Китаї (Синьхуаньшань), Болгарії (Рибново), Італії (Перетта) і Мексиці (Хозе). Рудні поклади за простяганням досягають від багатьох сотень метрів до перших кілометрів, за падінням простежуються до 1000 м при потужності від декількох метрів до 40-50 м. Стратиформні родовища належать до кварц-флюорит-антимонітової формації. Руди стибієві і стибієво-ртутні. Вміст стибію в них 1-12 %, в середньому 1,5-3 %. Головні мінерали — антимоніт і кварц.